# 岐阜県道118号・愛知県道135号羽島稲沢線
岐阜県道118号・愛知県道135号羽島稲沢線（ぎふけんどう118ごう・あいちけんどう135ごう はしまいなざわせん）とは、岐阜県羽島市から愛知県稲沢市に至る一般県道である。県境で番号が変わる。

## 概要
2025年5月24日に開通した新濃尾大橋で木曽川を渡る。

### 路線データ

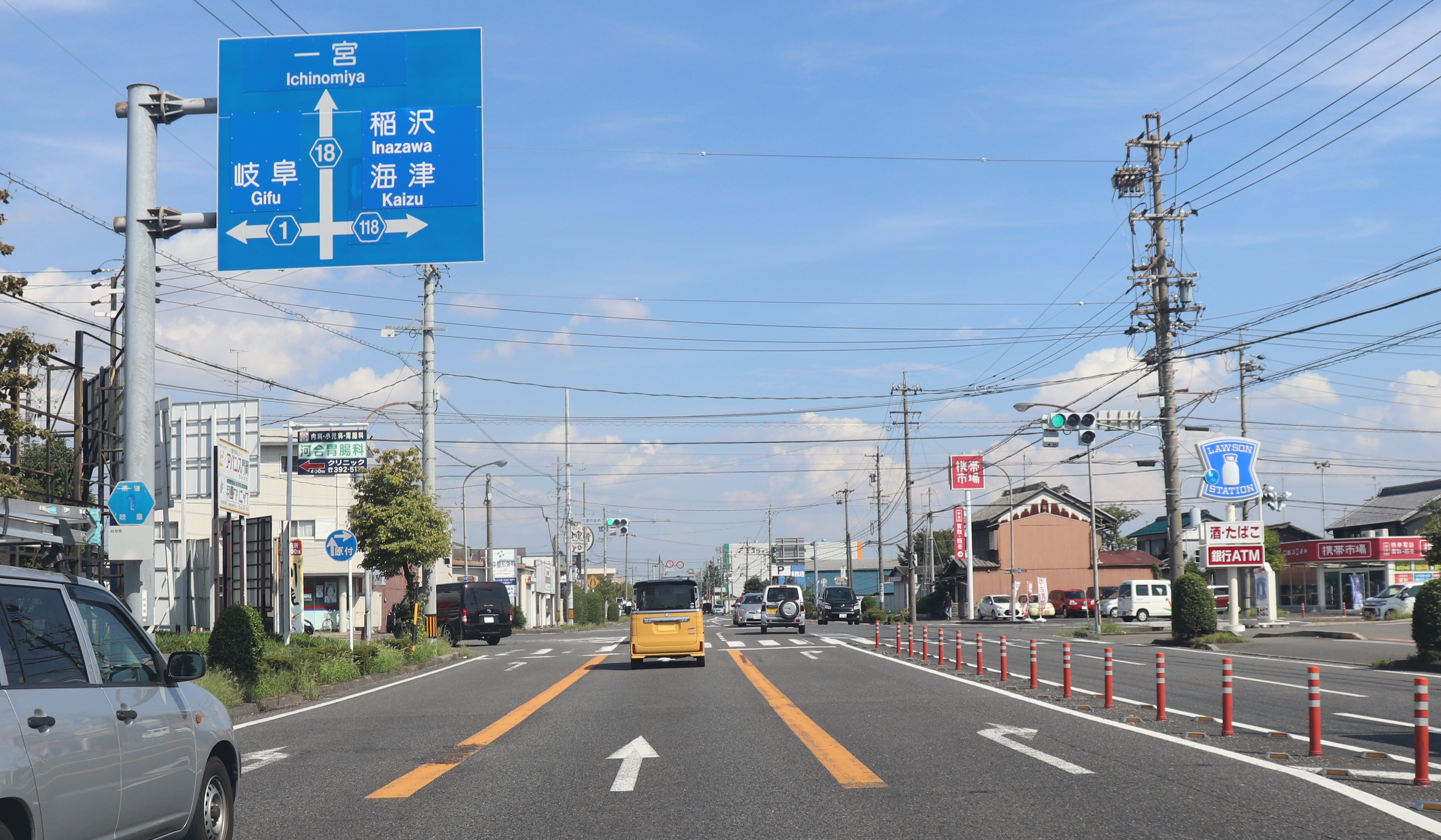
起点となる岐阜県道1号岐阜南濃線と岐阜県道18号大垣一宮線との竹鼻町飯柄交差点

岐阜県法規集に基づく起終点および経過地は次のとおり。
- 起点：羽島市（竹鼻町飯柄交差点＝岐阜県道1号岐阜南濃線と岐阜県道18号大垣一宮線交点）
- 終点：稲沢市（清水交差点＝国道155号交点）

## 地理
途中、日光川、木曽川を渡る。

### 通過する自治体
- 岐阜県
  - 羽島市
- 愛知県
  - 一宮市 - 稲沢市

### 交差する道路
- 岐阜県道1号岐阜南濃線・岐阜県道18号大垣一宮線（美濃街道）（岐阜県羽島市 竹鼻町飯柄交差点）
- 岐阜県道166号桑原下中線（岐阜県羽島市下中町城屋敷）
- 岐阜県道184号下中笠松線（岐阜県羽島市下中町石田）
- 愛知県道513号一宮西中野線（愛知県一宮市西中野）
- 愛知県道129号一宮津島線（愛知県一宮市 上祖父江南交差点）
- 尾張サイクリングロード：2006年廃止
- 愛知県道458号一宮弥富線（巡見街道）（愛知県稲沢市生出上山町）
- 国道155号（愛知県稲沢市 清水交差点）

### 沿線
- 羽島市立中央中学校
- 名神高速道路羽島PA
- 中野の渡し
- 尾西浄水場
- 愛知県立尾西高等学校
- 名鉄尾西線 玉野駅